# GAS7
GAS7‏ (Growth arrest specific 7) هوَ بروتين يُشَفر بواسطة جين GAS7 في الإنسان.
تم تصنيف Gas7 (الجين 7 الخاص بوقف النمو) مؤخرًا على أنه عضو في عائلة Pombe Cdc 15 homology (PCH) وينتمي إلى فصيلة البروتين المتفاعل البرولين والسيرين والفوسفاتيز الغني بالثريونين (PSTPIP). تشترك بروتينات PCH في بنية مجال مماثلة ، والتي تتكون من مجال N-terminal Fes / CIP4 (FCH) ، ومنطقة ملفوفة (CC) وواحد أو اثنين من مجالات التماثل Src (SH3). من بروتينات PCH ، هي بروتينات تيروزين فسفرة تشارك في تنظيم الهيكل الخلوي وهي ركائز لبروتين فوسفات التيروزين من نوع PEST. ويتم تنظيم التفاعل عن طريق الفسفرة على اثنين من بقايا التيروزين في المجال SH3. الهوية د خصائص الفأر Gas7 وكذلك أدواره الفسيولوجية فيما يتعلق ببروتينات PCH ، وخاصة عائلة PSTPIP.

## خصائص
على الرغم من أن Gas7 هو عضو جديد في عائلة PSTPIP ، فقد ثبت منذ سنوات أنه يتفاعل مباشرة مع الأكتين عبر طرفه C ويساهم في تكوين نتوءات غشائية بما في ذلك الأرجل الخيطية و lamellipodia. أظهر البروتين الداخلي المنشأ من دماغ الفأر وزنًا جزيئيًا. من حوالي 48 دينارًا كويتيًا على SDS-PAGE مع pI متوقع يتراوح من 7.68 إلى 6.01 وفقًا لحالات الفسفرة الخاصة به (الجدول 1). من المتوقع أن تكون الفسفرة المفترضة نطاقات ملفية والعديد من مواقع السيرين / ثريونين. من السمات المهمة لبروتينات عائلة PSTPIP أن حالة فسفرة التيروزين على PSTPIPs تنظم التفاعل بين PSTPIPs والبروتينات الأخرى. على سبيل المثال ، تتوسط فسفرة التيروزين في مجال SH3 التفاعل مع المجال الغني بالبرولين في WASP ؛ يؤثر مستوى فسفرة التيروزين في مجال الملف الملفوف على ارتباطه بغشاء البلازما والتفاعل مع بروتين فوسفاتيز التيروزين من نوع PEST (PTP-PEST) .4،5 ضرورة فسفرة التيروزين للغاز 7 للتفاعل مع البروتينات الأخرى ، لذلك ، تستحق المزيد من المعالجة.